# Hasslösa socken
Hasslösa socken i Västergötland ingick i Kinnefjärdings härad, uppgick 1969 i Lidköpings stad och området ingår sedan 1971 i Lidköpings kommun och motsvarar från 2016 Hasslösa distrikt.
Socknens areal är 21,06 kvadratkilometer varav 21,05 land. År 2000 fanns här 356 invånare. Kyrkbyn Hasslösa med sockenkyrkan Hasslösa kyrka ligger i socknen.

## Administrativ historik
Socknen har medeltida ursprung.
Vid kommunreformen 1862 övergick socknens ansvar för de kyrkliga frågorna till Hasslösa församling och för de borgerliga frågorna bildades Hasslösa landskommun. Landskommunen uppgick 1952 i Vinninga landskommun som 1969 uppgick i Lidköpings stad som 1971 ombildades till Lidköpings kommun. Församlingen uppgick 2006 i Sävare församling.
1 januari 2016 inrättades distriktet Hasslösa, med samma omfattning som församlingen hade 1999/2000.  
Socknen har tillhört län, fögderier, tingslag och domsagor enligt vad som beskrivs i artikeln Kinnefjärdings härad. De indelta soldaterna tillhörde Västgöta-Dals regemente, Kållands kompani och Västgöta regemente, Livkompaniet.

## Geografi
Hasslösa socken ligger nordväst om Skara. Socknen är en odlad slättbygd med skog i norr.

## Fornlämningar
Boplatser från stenåldern är funna. Från järnåldern finns ett gravfält med tio domarringar och fyra skeppssättningar. Dessutom har under flat mark påträffats en stridsyxegrav från stenåldern och två gravfält från järnåldern.

## Namnet
Namnet skrevs 1435 Haslösa och kommer från kyrkbyn. Efterleden innehåller lösa, 'glänta; äng'. Förleden innehåller troligen hassel.